# Kada Raszajja
Kada Raszajja (arab. قضاء راشيا) – jednostka administracyjna w Libanie, należąca do Muhafazie Bekaa.

## Wybory parlamentarne
Okręg wyborczy, obejmujący dystrykty Raszajja i Kada Al-Bika al-Gharbi, jest reprezentowany w libańskim Zgromadzeniu Narodowym przez 6 deputowanych (2 sunnitów, po 1 maronicie, szyicie, prawosławnym i druzie).